# La Lumière qui tue
La Lumière qui tue (Operation : Annihilate!) est le vingt-neuvième et dernier épisode de la première saison de la série télévisée Star Trek. Il fut diffusé pour la première fois le 13 avril 1967 sur la chaîne NBC.
L'équipage de l'Enterprise tente de stopper une infection sur Deneva liée à des créatures qui se collent aux habitants et les rendent fous. Sur cette planète se trouve le frère du capitaine Kirk et sa famille.

## Distribution

### Acteurs principaux
- William Shatner : capitaine Kirk (VF : Yvon Thiboutot)
- Leonard Nimoy : Spock (VF : Régis Dubost)
- DeForest Kelley : McCoy
- George Takei : Sulu
- Nichelle Nichols : Uhura
- James Doohan : Montgomery Scott

### Acteurs secondaires
- Joan Swift : Aurelan Kirk
- Craig Hundley : Peter Kirk
- Dave Armstrong : Kartan
- Majel Barrett : infirmière Christine Chapel
- Maurishka : Zahra
- Fred Carson : premier Denevien
- Jerry Catron : second Denevien
- Eddie Paskey : lieutenant Leslie

## Résumé
L'équipage de l'Enterprise tente de comprendre pourquoi l'épidémie d'une maladie poussant à la folie collective s'est développée dans un secteur galactique. Ils estiment que la prochaine planète devrait être Deneva, où se trouve Sam, le frère du capitaine Kirk ainsi que sa femme Aurelan et leur fils Peter. Alors qu'ils entrent dans le secteur de la planète, ils sont témoins qu'un pilote d'un vaisseau denevien se lance volontairement dans le soleil de ce système en criant qu'il est « libre ».
En se rendant à la surface, l'expédition est agressée par un groupe d'hommes qui semblent possédés par une force extérieure. Explorant la maison du frère du capitaine, ils découvrent que celui-ci est mort mais que sa femme et son fils sont encore conscients. Kirk et le Dr McCoy les ramènent à bord de l' Enterprise, où McCoy découvre qu'ils souffrent des mêmes tendances violentes que les hommes qu'ils ont rencontrés auparavant. Après avoir été mise sous anti-douleurs, Aurelan prévient Kirk d'une force qui prend le contrôle de ceux qui y sont confrontés. De retour sur la planète, Kirk, accompagné de Spock retrouvent des organismes semblables à des amibes géantes sur les murs et le plafond d'un bâtiment. Ces créatures les attaquent et semblent immunisées aux tirs de pistolets-laser. L'une d'entre elles se colle à Spock et le contamine.
De retour sur l’Enterprise, McCoy estime que la créature s'est insinuée dans les tissus de Spock et qu'elle ne peut pas être retirée. Spock reprend conscience et dans un élan de folie, tente de prendre le contrôle du vaisseau en se rendant sur le pont du vaisseau. McCoy réussi à l'endormir. Spock arrive toutefois à combattre l'influence de la créature. Il demande à être envoyé sur la planète Deneva pour y récupérer un spécimen. De nombreux tests sont effectués sur la créature mais celle-ci semble invincible.
Kirk veut qu'une solution soit trouvée avant que les créatures ne contaminent une autre planète habitée. Spock propose que celle-ci ainsi que leur hôtes, ce qui l'inclut ainsi que Peter, soient renvoyés sur la planète et que celle-ci soit détruite. Kirk se demande pourquoi l'action du soleil est déterminante pour la destruction des créatures. Dans la salle de test, la créature, soumise à un fort rayonnement lumineux semblable au soleil, est tuée. Spock se propose comme volontaire pour savoir si l'effet est sans danger. La créature qui l'habite est détruite mais il devient aveugle en raison du rayonnement.
Le docteur McCoy s'aperçoit que les créatures sont sensibles à un fort rayonnement ultraviolet. La planète Deneva est alors soumise à un bombardement d'UV ce qui détruit toutes les créatures. De retour sur le pont, l'équipage s'aperçoit que Spock a retrouvé la vue : une paupière intérieure, un trait héréditaire des vulcains, l'ayant protégé.

## Production

### Écriture
L'épisode fut écrit par le scénariste et ancien script-éditor de la série Steven W. Carabatsos sous le titre original de "Operation: Destroy" (Opération : Détruire.)  À la fin de l'année 1966, celui-ci voulait quitter la charge de script-éditor, une tâche consistant à superviser les scénarios d'une série pour qu'ils soient cohérents entre eux, mais son contrat l'obligeait à écrire un scénario. L'idée de l'épisode fut construite à partir d'une simple suggestion du producteur Gene Roddenberry.
Dans la première version du script écrite le 19 janvier 1967, Aurelan devait être une femme de Deneva amoureuse d'un homme nommé Kartan dont le vaisseau se jetait contre le soleil dans le pré-générique. Le père d'Aurelan devait jouer un rôle important dans l'histoire et eux deux n'étaient pas contrôlés par les parasites mais aidaient le docteur McCoy et Spock a découvrir que la lumière tue les parasites. De plus, à la fin de l'épisode l'équipage de l' Enterprise retrouvait la planète des parasites et en détruisait le "cerveau" ce qui annulait le lien de parasitage qu'ils avaient avec les gens contaminés. Le script fut grandement réécrit par D. C. Fontana puis Gene L. Coon et Gene Roddenberry au cours du mois de février 1967.

### Casting
C'est la première apparition de l'enfant acteur Craig Hundley dans le rôle de Peter Kirk. Il jouera aussi le rôle de Tommy Starnes dans l'épisode de la troisième saison La Révolte des enfants.

### Tournage
Le tournage eut lieu du 14 au 22 février 1967 dans les studios de la compagnie Desilu Productions sur Gower Street à Hollywood sous la direction d'Herschel Daugherty. Le tournage se déplaça aussi dans deux autres lieux : Au TRW Space and Defense Park de Redondo Beach le 15 février pour les scènes se passant à la surface de Denevan, et au Schoenberg Hall de l'Université de Californie à Los Angeles pour les scènes se passant dans le laboratoire de Sam Kirk.
Les parasites furent créés par le designer des effets spéciaux Wah Chang à partir de faux vomis en plastique. Des morceaux de la chambre de décompression vue dans l'épisode Les Derniers Tyrans furent réutilisés pour meubler le laboratoire du docteur McCoy.

### Post-production
Une scène fut coupée au montage dans laquelle Peter Kirk, vêtu d'une tenue jaune de capitaine discutait avec le capitaine Kirk. Celui-ci lui expliquait qu'il allait retourner vivre à Deneva avec les amis de ses parents. Ce passage fut supprimé à cause d'une contrainte de temps, supprimant les seules lignes de texte qu'avait Craig Hundley.

## Diffusions

### Diffusion aux États-Unis
L'épisode fut retransmis à la télévision pour la première fois le 13 avril 1967 sur la chaîne NBC en tant que vingt-neuvième et dernier épisode de la première saison. La série était alors déjà reconduite pour une nouvelle saison.

### Diffusion au Royaume Uni et au Québec
L'épisode fut diffusé au Royaume Uni le 9 décembre 1970 sur BBC One.
En version francophone, l'épisode fut diffusé au Québec en 1971. 

### Diffusion en France
En France, l'épisode est diffusé le 12 juillet 1986 lors de la rediffusion de l'intégrale de Star Trek sur La Cinq.

## Réception critique
Dans un classement pour le site Hollywood.com, Christian Blauvelt place cet épisode à la 36e position sur les 79 épisodes de la série originelle et note que cet épisode développe un peu les origines du capitaine Kirk. 
Pour le siteThe A.V. Club, Zack Handlen donne à l'épisode la note de B+ trouvant l'épisode "peu propice à montrer des lieux" mais il apprécie la menace extra-terrestre ainsi que le jeu de Leonard Nimoy.
L'épisode est populaire auprès des fans pour son histoire de physiologie vulcaine. En 1990, le groupe "Galaxie 500" fera une référence à ce détail dans sa chanson "Spook."

## Adaptations littéraires
L'épisode fut romancé sous forme d'une nouvelle écrite par James Blish dans le livre « Star Trek 2 », un recueil compilant différentes histoires de la série et sortit en février 1968 aux éditions Bantam Books. 
En France, cette adaptation a été publiée en 1991 aux éditions Claude Lefrancq Éditeur sous le nom de "Star Trek : Le duel" et traduite sous le titre de "Opération destructrice" par Paul Couturiau.
Operation -- Annihilate!, un comic publié en avril 2012 chez IDW Comics raconte les événements de cet épisode mais avec les personnages issues de la série de films Star Trek de 2009.

## Éditions commerciales
Aux États-Unis, l'épisode est disponible sous différents formats. En 1985, l'épisode est sorti en VHS et Betamax. L'épisode sortit en version remastérisée sous format DVD en 1999 et 2004. L'épisode connu une version remasterisée sortie le 23 février 2008 : l'épisode connu de nombreux nouveaux effets spéciaux, notamment les plans de la planète Deneva vue de l'espace, les plans de l'Enterprise qui ont été refait à partir d'images de synthèse. Cette version est comprise dans l'édition Blu-ray, diffusée en avril 2009.
En France, l'épisode fut disponible avec l'édition VHS de l'intégrale de la saison 1, sortie le 13 janvier 2000. L'édition DVD est sortie le 30 août 2004 et l'édition Blu-ray le 29 avril 2009.